# Championnat du Nigeria de football 2006
Navigation
Saison précédente Saison suivante
La saison 2006 du Championnat du Nigeria de football est la seizième édition de la première division professionnelle à poule unique au Nigeria, la First Division League. Vingt clubs prennent part au championnat qui prend la forme de deux poules de dix où toutes les équipes se rencontrent deux fois au cours de la saison. À la fin de cette première phase, dans chaque poule, les deux premiers disputent la SuperLeague, la poule pour le titre, tandis que les deux derniers sont relégués et remplacés par les quatre meilleurs clubs de Division II, la deuxième division nigériane.
Une fois encore, c'est un club promu de Division II qui s'impose cette saison. En effet, c'est le club d'Ocean Boys FC qui remporte le championnat après avoir terminé en tête deu classement final de la SuperLeague, avec un seul point d'avance sur le club de Nassarawa United FC et cinq sur Kwara United FC. C'est le tout premier titre de champion du Nigeria de l'histoire du club.
Les deux premiers du classement se qualifient pour la prochaine Ligue des champions tandis que le club classé 3e et le vainqueur de la Coupe du Nigeria obtiennent leur place pour la Coupe de la confédération.

## Les clubs participants
| - Julius Berger FC - Sharks FC - Nassarawa United FC - Enyimba FC - El-Kanemi Warriors - Enugu Rangers - Gombe United FC - Bendel Insurance - Kano Pillars - Kaduna United FC - Promu de Division II | - Wikki Tourists FC - Heartland FC - Kwara United FC - Dolphin FC - Shooting Stars FC - Ranchers Bees - Promu de Division II - Lobi Stars FC - Bayelsa United FC - Promu de Division II - Niger Tornadoes - Ocean Boys FC - Promu de Division II |

## Compétition
Le barème de points servant à établir le classement se décompose ainsi :
- Victoire : 3 points
- Match nul : 1 point
- Défaite : 0 point

### Première phase

#### Groupe A
| Rang | Équipe                | Pts | J  | G  | N | P  | Bp | Bc | Diff |
| ---- | --------------------- | --- | -- | -- | - | -- | -- | -- | ---- |
| 1    | Kwara United FC       | 34  | 18 | 10 | 4 | 4  | 20 | 14 | +6   |
| 2    | Wikki Tourists FC     | 31  | 18 | 10 | 1 | 7  | 18 | 16 | +2   |
| 3    | Dolphin FC (C)        | 29  | 18 | 9  | 2 | 7  | 24 | 17 | +7   |
| 4    | Kano Pillars          | 29  | 18 | 9  | 2 | 7  | 26 | 22 | +4   |
| 5    | Bayelsa United FC (P) | 25  | 18 | 7  | 4 | 7  | 18 | 15 | +3   |
| 6    | Enugu Rangers         | 25  | 18 | 7  | 4 | 7  | 19 | 19 | 0    |
| 7    | El-Kanemi Warriors    | 25  | 18 | 8  | 1 | 9  | 22 | 24 | -2   |
| 8    | Bendel Insurance      | 23  | 18 | 6  | 5 | 7  | 16 | 20 | -4   |
| 9    | Ranchers Bees (P)     | 20  | 18 | 6  | 2 | 10 | 16 | 21 | -5   |
| 10   | Julius Berger FC      | 15  | 18 | 4  | 3 | 11 | 10 | 21 | -11  |

|  | Qualification pour la SuperLeague                                  |
|  | Qualification pour la Coupe de la confédération 2007               |
|  | Relégation en Division Two                                         |
|  | (C) : Vainqueur de la Coupe du Nigeria (P) : Promu de Division Two |

#### Groupe B
| Rang | Équipe               | Pts | J  | G  | N | P  | Bp | Bc | Diff |
| ---- | -------------------- | --- | -- | -- | - | -- | -- | -- | ---- |
| 1    | Nassarawa United FC  | 30  | 18 | 9  | 3 | 6  | 18 | 15 | +3   |
| 2    | Ocean Boys FC (P)    | 30  | 18 | 10 | 0 | 8  | 16 | 16 | 0    |
| 3    | Enyimba FC (T)       | 28  | 18 | 8  | 4 | 6  | 25 | 17 | +8   |
| 4    | Heartland FC         | 26  | 18 | 8  | 2 | 8  | 14 | 14 | 0    |
| 5    | Kaduna United FC (P) | 25  | 18 | 8  | 1 | 9  | 19 | 20 | -1   |
| 6    | Niger Tornadoes      | 25  | 18 | 7  | 4 | 7  | 11 | 15 | -4   |
| 7    | Gombe United FC      | 24  | 18 | 8  | 0 | 10 | 18 | 17 | +1   |
| 8    | Lobi Stars FC        | 24  | 18 | 6  | 6 | 6  | 22 | 22 | 0    |
| 9    | Shooting Stars FC    | 24  | 18 | 7  | 3 | 8  | 16 | 18 | -2   |
| 10   | Sharks FC            | 22  | 18 | 7  | 1 | 10 | 18 | 23 | -5   |

|  | Qualification pour la SuperLeague                 |
|  | Relégation en Division Two                        |
|  | (T) : Tenant du titre (P) : Promu de Division Two |

### Deuxième phase
- Toutes les rencontres se sont disputées à l'Abuja National Stadium, d'Abuja, du 6 au 10 septembre 2006.

| Rang | Équipe              | Pts | J | G | N | P | Bp | Bc | Diff |  | Résultats (▼ dom., ► ext.) | Oce | Nas | Kwa | Wik |
| ---- | ------------------- | --- | - | - | - | - | -- | -- | ---- |  | -------------------------- | --- | --- | --- | --- |
| 1    | Ocean Boys FC (P)   | 7   | 3 | 2 | 1 | 0 | 3  | 0  | +3   |  | Ocean Boys FC (P)          |     | 2-0 | 0-0 | 1-0 |
| 2    | Nassarawa United FC | 6   | 3 | 2 | 0 | 1 | 3  | 2  | +1   |  | Nassarawa United FC        |     |     | 1-0 | 2-0 |
| 3    | Kwara United FC     | 2   | 3 | 0 | 2 | 1 | 2  | 3  | -1   |  | Kwara United FC            |     |     |     | 2-2 |
| 4    | Wikki Tourists FC   | 1   | 3 | 0 | 1 | 2 | 2  | 5  | -3   |  | Wikki Tourists FC          |     |     |     |     |

## Bilan de la saison
| Championnat du Nigeria de football 2006 |                           |
| Champion                                | Ocean Boys FC (1er titre) |
| Coupes et trophées                      |                           |
| Vainqueur de la Coupe du Nigeria 2006   | Dolphin FC                |
| Qualifications continentales            |                           |
| Ligue des champions de la CAF 2007      | Ocean Boys FC             |
| Ligue des champions de la CAF 2007      | Nassarawa United FC       |
| Coupe de la confédération 2007          | Dolphin FC                |
| Coupe de la confédération 2007          | Kwara United FC           |
| Promotions et relégations               |                           |
| Promus en First Division                | Akwa United FC            |
| Promus en First Division                | Adamawa United FC         |
| Promus en First Division                | Prime FC                  |
| Promus en First Division                | Zamfara United FC         |
| Relégués en Division II                 | Shooting Stars FC         |
| Relégués en Division II                 | Sharks FC                 |
| Relégués en Division II                 | Julius Berger FC          |
| Relégués en Division II                 | Ranchers Bees             |